# Conversión de unidades

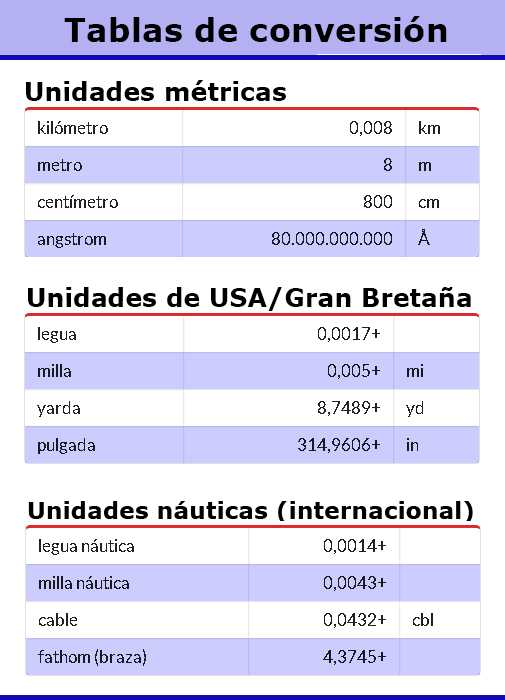
Tablas de conversión, en este caso se ha tomado una pequeña muestra de valores de tres magnitudes diferentes, a modo de ejemplo gráfico.

La conversión de unidades es la transformación del valor numérico de una magnitud física, expresado en una cierta unidad de o en otra unidad de medida de la misma naturaleza.
Este proceso suele realizarse con el uso de los "factores de conversión" o las tablas de conversión de unidades.
Frecuentemente basta multiplicar por una fracción (factor de una conversión) y el resultado es otra medida equivalente, en la que han cambiado las unidades.
Cuando el cambio de unidades implica la transformación de varias unidades, se pueden utilizar varios factores de conversión uno tras otro, de forma que el resultado final será la medida equivalente en las unidades que buscamos.
Por ejemplo, para pasar 8 metros a yardas, sabiendo que un metro equivale a 1,093613  yardas, se multiplica 8 por 1,093613; lo que da por resultado 8,748904 yardas ya que si mides 9 yardas equivale 9,839805.
Como construir factores de conversión y aplicarlos a la conversión de unidades son habilidades que puedes lograr fácilmente practicando ejercicios. Textos donde puedes encontrarlos: Física de  Wilson-Bufa, Física Conceptos y aplicaciones de Paul Tippens, Preparatoria Abierta de Puebla.